# Игра стаклених перли (музичка група)
Игра стаклених перли је југословенски и српски прогресивни рок/психоделични рок бенд, основан 1976. године у Београду. Познати су као пионири југословенског и српског психоделичног рока.

## Историја
Бенд су 1976. године основали школски пријатељи, Зоран Лакић (клавијатура), Војкан Ракић (гитара) и Предраг Вуковић (удараљке). Бенд је добио име по књизи Игра стаклених перли, Хермана Хесеа, а били су под утицајем бенда Кен, раних радова Пинк Флојда, Хоквинда, Танџерин дрима и Џими Хендрикса. Све до доласка гитаристе и вокалисте Драшка Дракуле Никодијевића бенд није имао наступе.
Њихови први наступи били су на фестивалу у Аматерском позоришту Токови на Вождовцу и у Дадову на Врачару. Године 1977. бубњар Драган Шоћ прикључио се бенду, који је након тога имао бесплатне концерте у Студентском културном центру Београда и у Блоку 45 на Рок блок концерту, 18. јуна 1978. године. Након тога, бенд је добио култни статус и почео са снимањем првог албума. Године 1978. снимили су први албум који је садржао песме Гуштеров трг, Соларис модус, Путовање у плаво, Печурка и песму Мајестетски крај. Дизајн албума радио је Предраг Вуковић. Бенд је након тога одржао концерт на Стоматолошком факултету у Београду, заједно са Гораном Цветићем, диск џокејом и новинаром, иначе пиониром реге културе на простору бивше СФРЈ.
Пре изласка другог албума, Драшко Никодијевић је напустио бенд, а заменио га је Слободан Трбојевић, басиста из џез бенда и новинар Џубокс часописа. Други албум сниман је од августа 1979. године до јануара 1980. године, а продуцирао га је композитор Александар Пилипенко.
 Дизајн омота радили су Предраг Вуковић и дизајнер Дејан Попов у два наврата, јер је прва верзија омота одбијена од стране ПГП РТБ продукцијске куће, за коју је албум издат. На албуму се налазе песме Чаробњаци, Врт светлости, Лунарни модус и песма Сањаш. Албум је промовисан на телевизији, уживо из Хале Беко у Београду, током одржавања модне ревије.
Године 1982. редитељ, продуцент и сценариста Станко Црнобрња, направио је кратки филм о бенду под називом На свој начин. Последњи наступ бенд је имао 1985. године у Концертној дворани Сава центра на Новом Београду.

### Престанак рада бенда (1986—2010)
Након престанка рада бенда, Драшко Никодијевић је формирао бенд Бели зец и крајем осамдесетих година преселио се у Сједињене Државе, када је преименовао бенд у White Rabbit Cult. Никодијевић је након повратка у Србију, заједно са бубњаром Екатарине Велике, Иваном Фецеом Фирчијем, гитаристом Зораном Булатовићем и клавијатуристом групе Електрични оргазам Љубомиром Ђукићем, формирао бенд Колатерална штета.
Током лета 1991. године, преостали чланови бенда Игра стаклених перли су заједно са Томасом Венером, власником продукцијске куће Калемегдан диск, објавили три бесплатна лп-а бенда. Први под називом Soft Explosion Live био је снимак Горана Цветића, концерта бенда на Стоматолошком факултету у Београду. Године 1993. албум је поново пуштен у продају, репродукован, а неке песме су скраћене, трака Мајестетски крај замењена је траком Soft Explosion. Наредно издање било је Inner Flow, које је садржало необјављени материјал сниман у периоду од 1976—1979. године. Треће издање садржало је снимке са четири сата дугог снимања у априлу 1977. године, а реализовано уз помоћ Ракића, Вуковића и клавијатуристе Зорана Загорчића из групе Ду ду а.
Године 2005. аустријска продукцијска кућа Атлантида издала је албуме Игра стаклених перли и Врх светлости на винилу. Године 2007. у Србији и Немачкој појавила су се репордукована издања оба албума. Под покровитељством ПГП РТС-а изашло је издање Ретрологија, на којем су се нашла оба издавања албума на цд формату, под називом Игра светлости. Немачка продукцијска кућа Second Harvest издала је оба студијска албума бенда на цд форматима.

### Оснивање бенда Игра стаклених перли следеће генерације
Бенд је поново основан 2011. године, а у њему су били стари чланови Драшко Никодијевић (бас гитара и вокал), Зоран Лакић (клавијатуре и вокал) и Предраг Вуковић (удараљке и вокал), као и нови млађи музичари Иван Станковић (гитара и вокал) и Синистер Борг (бубњеви). Након два концерта у београдском клубу Жица, Драшко Никодијевић, Предраг Вуковић и Иван Станковић наставили су да раде под именом Игра стаклених перли следеће генерације. У новембру 2012. године бенд је објавио студијски албум Апокалиптус. Албум је продуцирао Душан Којић, а снимљен је од стране Бориса Младеновића, док сугости на њему били су Дејан Утвар (бубњеви), Љубомори Ђукић (клавијатура) и Споменка Милић (вокали).

## Сарадња
Током седамдесетих и осамдесетих година, велики број београдских музичара сарађивао је са бендом и гостовао на њиховим концертима. На снимању песама или током извођења на концертима учествовали су Горан Вејвода, Иван Пајевић, Александар Жикић, гитариста и песник Бојан Кведер, клавијатуриста Зоран Загорћић (из бенда Електрични оргазам) и бубњар Ивица Вдовић из бенда Шарло акробата. Једина жена поред Споменке Милић која је гостовала на албуму групе била је Драгана Шарић, касније познатија као Беби Дол, а њен рад на другом албуму бенда био је уједно и њен први студијски снимак.

## Дискографија

### Студијски албуми
- Игра стаклених перли (1979)
- Врх светлости (1980)
- Апокалиптус (2012)
- Калемегдан Диск КД1—КД5  заједно са бендом Тако

### Уживо албуми
- Soft Explosion Live (1991)
- Drives (1994)

### Компилације
- Inner Flow (1992)
- Игра светлости (2007)